# Elegidos (La música en tus manos)
Elegidos: La música en tus manos fue un talent show argentino, producido y emitido por Telefe. Es la adaptación de la franquicia internacional, que comenzó como un concurso israelí, HaKokhav Haba, creada por Keshet Broadcasting Ltd. El formato del programa permite a los espectadores votar, en tiempo real, a través de dispositivos electrónicos con la aplicación Mi Telefe.  El programa, se estrenó el 14 de abril de 2015. Fue confirmado para una segunda temporada, la cual estrenó su primer episodio el 8 de septiembre de 2015 y terminó el 15 de diciembre del mismo año.

## Formato

### Audiciones
La aplicación utilizada para votar es Mi Telefe. Las flechas azules o rojas sirve para indicar si es, «sí» o «no» para cada actuación. A diferencia de otros programas de televisión de competencia de canto, Elegidos: La música en tu manos cuenta con un jurado de expertos y considera a los espectadores también como jueces.
Durante cada actuación, el público del país es capaz de decidir en tiempo real si el concursante pasa a la siguiente ronda a través de la mencionada aplicación. En esta fase, cada competidor realiza una canción frente a una pantalla que está baja. Durante la actuación, los espectadores en casa y los jueces votan si es «sí» o «no». Si el concursante llega a 70% del total de los votos, la pantalla se levanta y significa que el concursante avanzó un ronda más. Si el concursante no alcanzan ese porcentaje, significa que ha quedado eliminado del concurso. Mientras los espectadores en casa son considerados los «jueces», el jurado de expertos tiene cada uno de ellos el 7% de los votos (totalizando 28%). (Temporada 1-2)

### Duelos
Los concursantes que han pasado las audiciones, son emparejados por los jueces para enfrentarse en un duelo. El primer participante que haya tenido más porcentaje que su rival tiene la prioridad de elegir si canta primero o segundo. El segundo participante debe cantar con la pantalla hacia abajo y superar el porcentaje del primero para pasar a la siguiente ronda, si logra levantar la pantalla el primer participante queda eliminado. Luego de todos los duelos, los participantes eliminados que hayan obtenido los dos porcentajes más alto, tienen una nueva oportunidad en un repechaje. (Temporada 1-2)

### El juego de la silla
Diez de los veinte participantes se subirán al escenario intentando evitar sentarse en una de las sillas que son para los tres porcentajes más bajos. Los dos concursantes que hayan obtenido el porcentaje más bajo deberán medirse en un duelo y uno de ellos abandonará el programa. En el siguiente programa se presentarán los otros diez participantes restantes. (Temporada 1-2)

### Zona de peligro
Una cierta cantidad de participantes deben cantar por gala. De ellos, los tres porcentajes más bajos irán a un podio, en donde quedarán en «zona de peligro». De esos tres, el que tenga el porcentaje de votos más alto va a poder elegir entre los dos peores para ir a un duelo final, eliminando automáticamente al restante. Del duelo, queda un ganador, que sigue en carrera, y un perdedor, que queda eliminado. (Temporada 2)

### Etapa de superación
En esta instancia el jurado elegirá qué canta cada participante y lo ayudará a preparar el tema que se le ha designado. Esta vez el concursante deberá lograr el 80% de los votos, para pasar a la siguiente etapa, quienes no logren hacerlo quedarán nominados. Luego cada uno de los jueces podrán otorgarle un 7% más a dos participantes. Los dos artistas con menor porcentaje son los eliminados. En la segunda temporada los tres participantes con menor porcentaje deberán enfrentarse en un duelo y los dos que obtengan el porcentaje más bajo quedarán eliminados. (Temporada 1-2)

### Duetos
En esta etapa cada concursante estará emparejado con uno de sus compañeros y juntos deberán obtener el 80% de los votos. Una vez que hayan cantado todos llegará el momento de la eliminación, el dúo que haya obtenido el porcentaje más bajo de votos se irá automáticamente del certamen. Además, la pareja que haya quedado en penúltimo lugar, deberá batirse a duelo entre sí, y uno de ellos dos también será eliminado. (Temporada 1)

### Gala de película
En esta fase los doce elegidos restantes deberán interpretar el tema principal del alguna película exitosa. El concursante que haya obtenido el porcentaje más bajo deberá sentarse en una butaca, quien permanezca en la butaca hasta el final del programa quedará automáticamente eliminado. (Temporada 2)

### Big Band
Los once concursantes restantes deberán interpretar una canción junto a la banda del programa en vivo. La presentación de los concursantes contará con una puesta especial para cada uno. El concursante que haya obtenido el porcentaje más bajo de los once quedará eliminado del programa. (Temporada 1)

### Noche de gala
En esta instancia los once participantes restantes deberán interpretar una canción y estarán acompañados por distintos instrumentos dependiendo del género de la canción que les haya tocado. Además estarán vestidos de gala. El participante que haya obtenido el porcentaje más bajo quedara eliminado automáticamente de la competencia. (Temporada 2)

### Tributos
A cada uno de los 10 participante se le designará un cantante fallecido con cual deben hacer un dúo mediante la pantalla y el concursante con el menor porcentaje será eliminado. (Temporada 1)

### Homenajes
Los 9 participantes realizarán distintos homenajes a diferentes familiares, amores, amigos, lugares, etc. que significaron mucho en sus vidas. Cada uno de los concursantes realizará su interpretación y la gala contará con una sola silla. El concursante que permanezca en la silla será eliminado automáticamente. (Temporada 1)

### Gala de décadas
En esta instancia cada jurado solo posee el 5% y cada uno de los participantes cantará una canción de una década distinta, los temas serán a partir de la década de los 30 hasta la actualidad. El participante que obtenga el porcentaje más bajo deberá sentarse en la silla roja, quién esté sentado en la silla al final del programa quedará eliminado automáticamente. (Temporada 2)

### Shows en vivo
En esta etapa el voto de cada jurado se reduce a 5%.  Los 8 concursantes que no logren superar el 80% de los votos quedarán nominados. Todos los nominados deberán realizar una segunda interpretación en la que el público será el único que podrá votarlos, ya que el jurado no podrá votarlos. De esta manera, quien reciba la menor cantidad de votos quedará eliminado automáticamente. (Temporada 1)

### Big show
Los 7 concursantes se subirán al escenario a realizar un show espectacular que contará con numerosos bailarines y una puesta en escena deslumbrante, que enmarcará cada una de las presentaciones de los participantes. Quienes no logren alcanzar el 80% de los votos, quedarán nominados. Todos los nominados deberán realizar una segunda interpretación en la que el público será el único que podrá votarlos. De esta manera, quien reciba la menor cantidad de votos quedará eliminado automáticamente. (Temporada 1-2)

### Cuartos de final
Los 6 concursante interpretarán una canción, de los cuales los dos porcentajes más altos pasarán a la siguiente etapa. Los cuatro restantes van a un repechaje en el cual los dos más altos pasan. Finalmente, los dos últimos que quedan se baten a duelo donde solamente vota el público, quedando eliminado el porcentaje más bajo. (Temporada 1-2)

### Semifinal
Temporada 1
Los 5 concursantes deben superar el 90% para clasificar a la gran final. Los que no logren superar dicho porcentaje van a un repechaje en el cual se sumará el porcentaje de su primera interpretación más la que obtuvieran en el repechaje. Así, los dos concursantes con la sumatoria más alta pasarán de ronda. Finalmente, los tres últimos se batirán en un duelo donde votará solo público, por lo cual, quien reciba la menor cantidad de votos quedará eliminado automáticamente.
Temporada 2
Los 5 concursantes interpretan una canción cada uno, los que obtengan los dos porcentajes más altos avanzan a la final. Los 3 concursantes restantes entrarán a un repechaje y dos de ellos pasarán a la final.

### La gran final
Los 4 concursantes deberán cantar una canción. El cantante con el porcentaje más alto se enfrentará en un duelo con el cuarto porcentaje y el segundo porcentaje más alto se enfrentará con el tercer porcentaje. Los ganadores de sus respectivos duelos cantarán en un último duelo y el porcentaje más alto será el ganador de Elegidos. Los jurados votaron con un celular y así tuvieron el mismo poder que el público. En caso de empate, se suman los porcentajes de todas las galas y el mayor porcentaje es el ganador. (Temporada 1-2)

## Presentador y jueces
El show es conducido por Marley, y la finalista de la primera edición de La voz Argentina, Antonela Cirillo, quien es la encargada de entrevistar a los familiares de los concursantes. El encargado en la segunda temporada fue el exparticipante de la primera temporada de Elegidos Alan Madanes. Esta es la cuarta vez que Marley es el anfitrión de un concurso de canto, después de conducir durante cuatro temporadas el exitoso reality Operación triunfo, la primera temporada de La voz Argentina y las dos primeras temporadas de Tu cara me suena.
El equipo de jueces expertos está compuesto por el cantante de pop latino Axel, la cantante popular de folclore Soledad Pastorutti, los integrantes de la banda de electro pop Miranda!, Ale Sergi y Juliana Gattas, y el cantante venezolano José Luis Rodríguez. Otros jueces invitados, a causa de la ausencia por compromisos laborales de los jueces titulares, fueron Kike Teruel, Pablo Lescano, Alejandro Sanz, Natalia Oreiro, Amaia Montero, el dúo Pimpinela, Karina y el Chaqueño Palavecino. En su segunda temporada tuvo como jurados invitados a Carina Zampini, Kike Teruel, Noel Schajris, Karina, Griselda Siciliani, Maximiliano Guerra, Facundo Saravia, El Polaco, Benjamín Amadeo, Matías Carrica, Coti y Sergio Dalma.
En su primera temporada, Elegidos contó con la finalista de La voz Argentina, Antonela Cirillo quien leía la opinión del público por medio de la red social de Twitter. En su segunda temporada fue reemplazada por Alan Madanes exparticipante de la primera temporada de Elegidos.

## Temporadas

### Primera temporada: 2015
La primera temporada se estrenó en el 14 de abril del 2015 y finalizó el 9 de julio del 2015. El ganador de este ciclo fue Matías Carrica, obteniendo el 72% de los votos, contra el 57%, obtenidos por la subcampeona, Diana Amarilla. El elegido ganó un contrato con la discográfica Sony Music para grabar un disco y un viaje a España para conocer a Shakira. Diana Amarilla obtuvo la posibilidad de participar en el ciclo Tu cara me suena 3, en el cual se consagró como la gran ganadora.
| Puesto | Concursante       | Canciones                                              | Porcentaje  |
| ------ | ----------------- | ------------------------------------------------------ | ----------- |
| 1      | Matías Carrica    | «Buscavida» «No hay nadie como tú» «Para que aprendas» | 72% 73%     |
| 2      | Diana Amarilla    | «Malo» «Una canción diferente» «Soy lo que soy»        | 57% 68% 63% |
| 3      | Daiana Colamarino | «La pomeña» «Chacarera de las piedras»                 | 58% 52%     |
| 4      | Victoria Bernardi | «All of Me» «Inconsciente colectivo»                   | 52% 47%     |

### Segunda temporada: 2015
La segunda temporada se estrenó el 8 de septiembre de 2015 y tuvo su culminación el 15 de diciembre de 2015. El ganador de este ciclo fue Jorge Vázquez, obteniendo el 67% de los votos, contra el 63%, obtenidos por el subcampeón, Nicolás Reyna. El elegido ganó un contrato con la discográfica Sony Music para grabar un disco.
| Puesto | Concursante           | Canción                                            | Porcentaje  |
| ------ | --------------------- | -------------------------------------------------- | ----------- |
| 1      | Jorge Vázquez         | «Tarde» «Corazón al sur» «Melodía de arrabal»      | 67% 71%     |
| 2      | Nicolás Reyna         | «Solamente tú» «Mientes tan bien» «Hoy es domingo» | 63% 68% 60% |
| 3      | Nicolás Bianchi Morán | «Te hacen falta vitaminas» «Pronta entrega»        | 52% 58%     |
| 4      | Alma Carpera          | «Puente carretero» «La López Pereyra»              | 52% 46%     |

## Elegidos en línea
Elegidos en línea es un programa web especial de Elegidos emitido en la página oficial de Telefe los martes y jueves después de emitirse el programa en televisión. El programa fue conducido por Antonella Cirillo en la primera temporada y la segunda temporada fue conducida por Alan Madanes, quienes se encargaban de realizan entrevistas exclusivas sobre el detrás de escena del show contando con la participación de los jueces y todos los participantes.

## Presentaciones

### Teatro Gran Rex
El 11 de junio de 2015, Marley anunció en el decimoquinto programa que los seis finalistas de Elegidos darían por única vez un show en el Teatro Gran Rex el 18 de julio de 2015 a partir de las 20 horas. Más tarde, en otro programa anunciaron que agregarían una función más para ese mismo día y en la gran final se anunció que darían otra función el 19 de julio de 2015. Las entradas estuvieron a la venta en la página web de Ticketek, teniendo un precio que iba desde los $150 hasta los $550. Más de 6.000 personas asistieron a las dos primeras funciones, las cuales estaban acompañadas por una puesta en escena impactante y una espectacular banda, que interpretó 30 temas en vivo. No solo cantaron los seis finalistas, si no que contó con la presencia de otros exparticipantes como Alan Madanes, Sara y Nicolás Menta, Matías Albertengo, Jorge Kokor, Stefanía Ribisich y Apolo Diamante (Cristian García) exparticipantes del programa. Además se confirmó que el 24 de julio de 2015 a las 19 horas volverían a presentarse nuevamente en el Teatro Gran Rex.
El 17 de noviembre de 2015, Marley anunció en el vigésimo primer programa que los seis finalistas de la segunda temporada de Elegidos también se presentarían en el Teatro Gran Rex junto a los cuatro finalistas de la temporada anterior.

### Fiesta Nacional de la Nieve
En agosto de 2015, Matías Carrica, Diana Amarilla, Victoria Bernardi y Juan García Susini se presentaron en el Centro Cívico donde se llevó a cabo la Fiesta Nacional de la Nieve en San Carlos de Bariloche. El ganador del programa, Matías Carrica abrió el escenario con su tema «Buscavida» y luego interpretó otros temas como «Respira el momento» de Calle 13 y «Mi lista negra» del Cuarteto de Nos, lo siguió Diana Amarilla, quien interpretó los temas «Resistiré» y «Malo», después siguió Victoria Bernardi quien cantó «Cómo» y «One and Only», y por último siguió Juan García Susini quien interpretó los temas «Come Fly with Me», «She» y «New York, New York».  Para el cierre del show interpretaron versiones conjuntas de «Carnaval toda la vida» y «No hay nadie como tú».

## Premios y nominaciones
| Año  | Premiación                   | Categoría                           | Receptor                                             | Resultado   | Ref.   |
| ---- | ---------------------------- | ----------------------------------- | ---------------------------------------------------- | ----------- | ------ |
| 2015 | Kids Choice Awards Argentina | Reality o Concurso Favorito         | Elegidos (La música en tus manos)                    | Prenominado | [ 32 ] |
| 2015 | Premios Tato                 | Mejor Big Show                      | Elegidos (La música en tus manos)                    | Nominado    | [ 33 ] |
| 2015 | Premios Tato                 | Mejor Escenografía en No Ficción    | Carlos Golac                                         | Nominado    | [ 33 ] |
| 2015 | Premios Tato                 | Mejor Arte en No Ficción            | María De Belaieff                                    | Nominado    | [ 33 ] |
| 2015 | Premios Tato                 | Mejor Vestuario en No Ficción       | Félix Daidone, Felicitas Isse Moyano y Lucía Rosauer | Nominado    | [ 33 ] |
| 2015 | Premios Notirey              | Mejor Reality                       | Elegidos (La música en tus manos)                    | Nominado    | [ 34 ] |
| 2015 | Premios Notirey              | Mejor Conducción Masculina          | Marley                                               | Nominado    | [ 34 ] |
| 2015 | Premios Notirey              | Mejor Producción                    | Elegidos (La música en tus manos)                    | Nominado    | [ 34 ] |
| 2015 | Premios Notirey              | Revelación Masculina                | Matías Carrica                                       | Nominado    | [ 34 ] |
| 2015 | Premios Notirey              | Revelación Femenina                 | Diana Amarilla                                       | Nominado    | [ 34 ] |
| 2015 | Premios Notirey              | Mejor Artista Masculino de Elegidos | Juan Susini                                          | Nominado    | [ 34 ] |
| 2015 | Premios Notirey              | Mejor Artista Masculino de Elegidos | Matías Carrica                                       | Ganador     | [ 34 ] |
| 2015 | Premios Notirey              | Mejor Artista Masculino de Elegidos | Alan Madanes                                         | Nominado    | [ 34 ] |
| 2015 | Premios Notirey              | Mejor Artista Femenina de Elegidos  | Diana Amarilla                                       | Ganadora    | [ 34 ] |
| 2015 | Premios Notirey              | Mejor Artista Femenina de Elegidos  | Victoria Bernardi                                    | Nominada    | [ 34 ] |
| 2015 | Premios Notirey              | Mejor Artista Femenina de Elegidos  | Stefanía Ribisich                                    | Nominada    | [ 34 ] |
| 2016 | Premios Martín Fierro        | Mejor Programa Musical              | Elegidos (La música en tus manos)                    | Nominado    | [ 35 ] |